# Eudonia clonodes
Eudonia clonodes là một loài bướm đêm thuộc họ Crambidae. Nó là loài đặc hữu của Maui.